# Федяшево (городище)
Федяшево — археологический объект, находящийся на правом берегу реки Оки в 0,5 км северо-восточнее деревни Федяшево Белёвского района Тульской области России. Хронологически поселение относится к IV—VII вв., VIII—XI вв.

## Описание
Древнее поселение у деревни Федяшево впервые было обследовано в 1897 году экспедицией под руководством археолога Василия Алексеевича Городцова. В 1935—1936 гг. производились археологические исследования Государственной академией истории материальной культуры (ГАИМК). А также в 1950-х годах Т. Н. Никольской. Городище имело относительно хорошую сохранность. Площадка была задернована, сохранились вал и ров. Высота вала доходила до 4 м.
Культурный слой поселения многослойный, имеет большое количество золы, угля, костей домашних животных. Наряду с другими слоями присутствует и раннеславянский слой VIII—X веков, который содержит лепную толстостенную хорошо обожжённую керамику роменско-борщёвского типа с верёвочным орнаментом. Присутствует также керамика гончарного производства, но в гораздо меньшем объёме. Находки лепной и гончарной керамики довольно точно датируют поселение.
Найдены две восточные монеты. Одна из них дирхем Аббасидов (Абдуллах-эль-Мамуна) чекана 815 года. Кроме монет обнаружены ромбические черешковые стрелы, втульчатые и черешковые двушипные копья, бронзовые псалии, поясные пряжки. Хронологические рамки середины I тысячелетия определены главным образом по найденным бронзовым предметам: треугольным и овальным фибулам и различной формы подвескам.